# True (Lied)
True ist ein Lied von Spandau Ballet aus dem Jahr 1983, das von Gary Kemp geschrieben wurde und auf dem gleichnamigen Album erschien, das der Band zum internationalen Erfolg verhalf. Das Lied enthält auch ein Saxophon-Solo des Bandmitglieds Steve Norman (* 1960). Dank seines Titelsongs erreichte das Album True 1983 in den Albumcharts in Großbritannien den ersten Platz und in den USA den 19. Platz.

## Geschichte
Gary Kemp schrieb True in seinem Elternhaus, in dem er auch zu der Zeit wohnte. In der Albumfassung dauert die New-Wave-Ballade sechs Minuten und dient teilweise als Hommage an Marvin Gaye, der dem Text zufolge dazu beitrug, die Musikrichtung Soul zu etablieren. Der Song wurde 1982, zwei Jahre vor Marvin Gayes Ermordung, aufgenommen und thematisiert Kemps platonische Beziehung zur Altered-Images-Sängerin Clare Grogan. Einige Sätze basieren auch (einschließlich der Begriff: Seaside Arms, deutsch etwa: Küstenarme) auf dem Roman Lolita von Vladimir Nabokov, von dem Grogan Kemp ein Exemplar gab.
Die Single True wurde am 11. April 1983 veröffentlicht und in Großbritannien, Irland sowie Kanada zum Nummer-eins-Hit.
1985 sang Spandau Ballet das Lied beim Benefizkonzert Live Aid. 2015 wählten viele Briten True bei einer Umfrage von ITV als Favoriten der Britischen Nummer-eins-Hits der 1980er Jahre. Zudem fand das Lied Verwendung in Sendungen wie Die Simpsons (Episode: Future-Drama), Veronica Mars, Modern Family und Defiance, den Filmen Das darf man nur als Erwachsener, Eine Hochzeit zum Verlieben (gesungen von Steve Buscemi), Die Monster Uni (in einem Trailer), The Tuxedo und Pixels sowie dem Spiel Metal Gear Solid V: The Phantom Pain.

## Kommerzieller Erfolg

### Chartplatzierungen
| ChartsChartplatzierungen       | Höchstplatzierung | Wochen |
| ------------------------------ | ----------------- | ------ |
| Deutschland (GfK)              | 9 (17 Wo.)        | 17     |
| Schweiz (IFPI)                 | 5 (7 Wo.)         | 7      |
| Vereinigte Staaten (Billboard) | 4 (18 Wo.)        | 18     |
| Vereinigtes Königreich (OCC)   | 1 (15 Wo.)        | 15     |

| ChartsJahrescharts (1983)      | Platzierung |
| ------------------------------ | ----------- |
| Vereinigte Staaten (Billboard) | 92          |
| Vereinigtes Königreich (OCC)   | 6           |

### Auszeichnungen für Musikverkäufe
| Land/Region                  | Auszeichnungen für Musikverkäufe (Land/Region, Auszeichnung, Verkäufe) | Verkäufe |
| ---------------------------- | ---------------------------------------------------------------------- | -------- |
| Dänemark (IFPI)              | Gold                                                                   | 45.000   |
| Italien (FIMI)               | Gold                                                                   | 50.000   |
| Kanada (MC)                  | Gold                                                                   | 50.000   |
| Spanien (Promusicae)         | Gold                                                                   | 30.000   |
| Vereinigtes Königreich (BPI) | Platin                                                                 | 600.000  |
| Insgesamt                    | 4× Gold · 1× Platin ·                                                  | 775.000  |

## Coverversionen
- 1997: Queen Pen (It’s True)
- 2001: Laure Sainclair (Vous)
- 2003: Doc Gynéco (Taxi)
- 2004: will.i.am feat. Fergie
- 2004: Nelly (Rapper) (N Dey Say)
- 2005: Paul Anka
- 2005: Cary Brothers
- 2006: Thomas Anders
- 2006: Royal Melody (One Night)
- 2011: Nora En Pure
- 2012: Conor Maynard
- 2015: Nora En Pure (Saltwater Radio Rework)

## Samplenutzung
- 1991: P. M. Dawn (Set Adrift on Memory Bliss)